# Shadows and Fog
Shadows and Fog (bra: Neblina e Sombras; prt: Sombras e Nevoeiro) é um filme de estadunidense de 1992, do gênero comédia, totalmente rodado em preto e branco, dirigido e estrelado por Woody Allen, baseado em sua peça de um ato Death. Foi filmado em um cenário de 2.400 m², no Kaufman Astoria Studios, que detém a distinção de ser o maior set cinematográfico já construído em Nova York. Foi também o último filme de Allen para Orion Pictures.
Shadows and Fog é uma homenagem aos cineastas de expressionismo alemão Fritz Lang, G.W. Pabst e F.W. Murnau em sua configuração visual, e ao escritor Franz Kafka no tema. 

## Sinopse
Woody Allen exercita seu lado mais obscuro nesse filme que mistura humor e suspense, contando a história de um homem que é confundido com um serial killer. O talento do diretor é colocado a toda prova.

## Elenco
- Woody Allen — Kleinman
- Kathy Bates — Prostituta
- Philip Bosco — Mr. Paulsen
- Charles Cragin — Spiro
- John Cusack — Student Jack
- Mia Farrow — Irmy
- Jodie Foster — Prostituta
- Fred Gwynne — Seguidor do Hacker
- Robert Joy — Seguidor de Spiro
- Julie Kavner — Alma
- William H. Macy — Policial com Spiro
- Madonna — Marie
- John Malkovich — Paul (O Palhaço)
- Kenneth Mars — Mágico
- Kate Nelligan — Eve
- Donald Pleasence — Doutor
- James Rebhorn — Vigilante
- John C. Reilly — Policial na Delegacia de Polícia
- Wallace Shawn — Simon Carr
- Kurtwood Smith — Seguidor da Vogel
- Josef Sommer — Padre
- David Ogden Stiers — Hacker
- Lily Tomlin — Prostituta
- Daniel von Bargen — Vigilante

## Prêmios e indicações

### Indicações
David di Donatello
- Melhor Filme Estrangeiro: 1991

## Bilheteria
Após a sua estreia em 1991, Shadows and Fog abriu a exibição ampla em 20 de março de 1992, em 288 cinemas norte-americanos. Em seus três primeiros dias, o filme arrecadou $1,111,314 dólares ($ 3,858 por tela). Ele terminou a sua temporada com $2,735,731.
O seu orçamento de produção foi estimado em US$14 milhões.